# WDC 65816

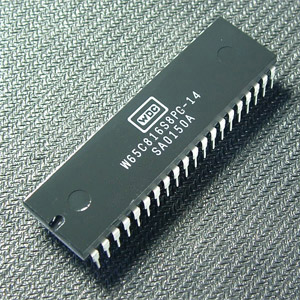
Een WDC 65C816 processor.

De 65816 is een 16 bitvariant van de 6502-processor van halfgeleiderfabrikant Western Design Center. De processor is softwarematig compatibel met de 6502.

## Gegevens instructieset
| Type architectuur | Accumulator |
| Aantal registers  | 3 16-bit integer registers, waarvan 1 de accumulator |
| Adresruimte       | 224 bytes |
| Geheugenbeheer    | Bank switching |
| Vlaggen           | Nul, overdracht, negatief, overflow |
| Adresseermodes    | Onmiddellijk, geheugen, nulpagina, nulpagina indirect. Op alle adresseermodes behalve onmiddellijk kan het x- of y-register als index toegepast worden. |

## Verbeteringen
Ten opzichte van de 6502 zijn de volgende verbeteringen doorgevoerd:
- De registers zijn vergroot naar 16 bits
- De adresruimte is vergroot naar 16 MB. Deze 16 MB wordt in banken van 64kB verdeeld.
- De zero-page is verplaatsbaar en heet nu direct-page
- Het is makkelijker gemaakt om de stack te gebruiken voor het doorgeven van parameters en het opslaan van lokale variabelen.

## Toepassingen
De 65816 is toegepast in de Nintendo Super-NES en de Apple IIgs.